# Соммейе, Жермен
Жермен Соммейе (фр. Germain Sommeiller; 15 февраля 1815 — 11 июля 1871) — итальянский инженер.
Окончил Туринский университет и в 1845 году поступил на службу в департамент общественного транспорта Сардинского королевства. В 1846—1850 годах работал на строительстве железных дорог в Бельгии, после чего вернулся на родину в роли ассистента бельгийского инженера Анри Мо, возглавившего сооружение железной дороги Турин — Генуя.
В ходе этой работы Соммейе проявил себя как отличный организатор и выдающийся изобретатель, благодаря чему в 1857 году ему было поручено руководство работами по прокладке Мон-Сенисского туннеля под Альпами. Этот 13-километровый туннель был благодаря Соммейе сооружён рекордными темпами и открыт в 1871 году; в ходе работ Соммейе сконструировал и запатентовал специальный пневматический аппарат для дробления горных пород.
После объединения Италии Соммейе был избран депутатом итальянского Парламента первого созыва.
В честь Соммейе названа горная вершина в юго-западных Альпах.